# آلبرتو لئانیسباروتیا
آلبرتو لئانیسباروتیا (اسپانیایی: Alberto Leanizbarrutia‎؛ زادهٔ ۱ آوریل ۱۹۶۳) دوچرخه‌سوار اهل اسپانیا است. وی در مسابقات تور دو فرانس و جیرو دیتالیا شرکت کرده است.